# 1147
1147 (MCXLVII) var ett normalår som började en onsdag i den julianska kalendern.

## Händelser

### Mars
- 11 mars – Moskva omnämns för första gången i skriftliga källor. [1]

### Okänt datum
- Fredrik I Barbarossa följer med sin farbror Konrad III på det andra korståget.

## Födda
- Håkon Herdebrei, kung av Norge 1157–1162.
- Minamoto no Yoritomo, japansk militär och politiker.
- Stefan III av Ungern.
- Gudny Bödvarsdotter, isländsk stormannakvinna (omkring detta år).

## Avlidna
- 19 september – Igor II av Kiev, furste av Tjernigov och storfurste av Kiev.
- 31 oktober – Robert of Gloucester, earl av Gloucester.
- Fannu, almoravidisk prinsessa.

### Fotnoter
1. ↑  World Statesmen (läst 6 april 2011)